# The Black Horse Bandit
The Black Horse Bandit er en amerikansk stumfilm fra 1919 af Harry Harvey.

## Medvirkende
| Skuespiller   | Rolle |
| ------------- | ----- |
| Hoot Gibson   |       |
| Helen Gibson  |       |
| Pete Morrison |       |
| Vester Pegg   |       |
| Buck Connors  |       |